# Włodzimierz Sokorski
Włodzimierz Sokorski, né le 2 juillet 1908 à Oleksandrivsk en Ukraine et décédé le 2 mai 1999 à Varsovie en Pologne, est un fonctionnaire communiste polonais, écrivain, journaliste militaire et général de brigade de la république populaire de Pologne. 

## Biographie
Il est le ministre de la Culture et de l'Art responsable de la mise en œuvre du réalisme socialiste en Pologne. Pendant la Seconde Guerre mondiale, il fuit en Union soviétique.
En 1949, au Congrès des compositeurs polonais à Łagów, il interdit le jazz, après une diatribe de quatre heures et demie sur la « pourriture impérialiste » qui empoisonnait les esprits,. À la suite du dégel socialiste de la révolution polonaise d'Octobre 1956, Sokorski dirige le comité polonais de radio et de télévision du Parti ouvrier unifié polonais (PZPR) dans les années 1960, puis le mensuel idéologique Miesięcznik Literacki (démantelé en 1990). Malgré la promotion du réalisme socialiste et de la ligne du PZPR, il faut souligner qu'en tant que ministre de la Culture et de l'Art, il sauva également de la répression certains écrivains et hommes de culture.
Il écrivit des mémoires, des romans à forte connotation sexuelle et fut comblé de médailles et de récompenses d'État.
Il est enterré au cimetière militaire Powązki à Varsovie.